# JTBトラベランド

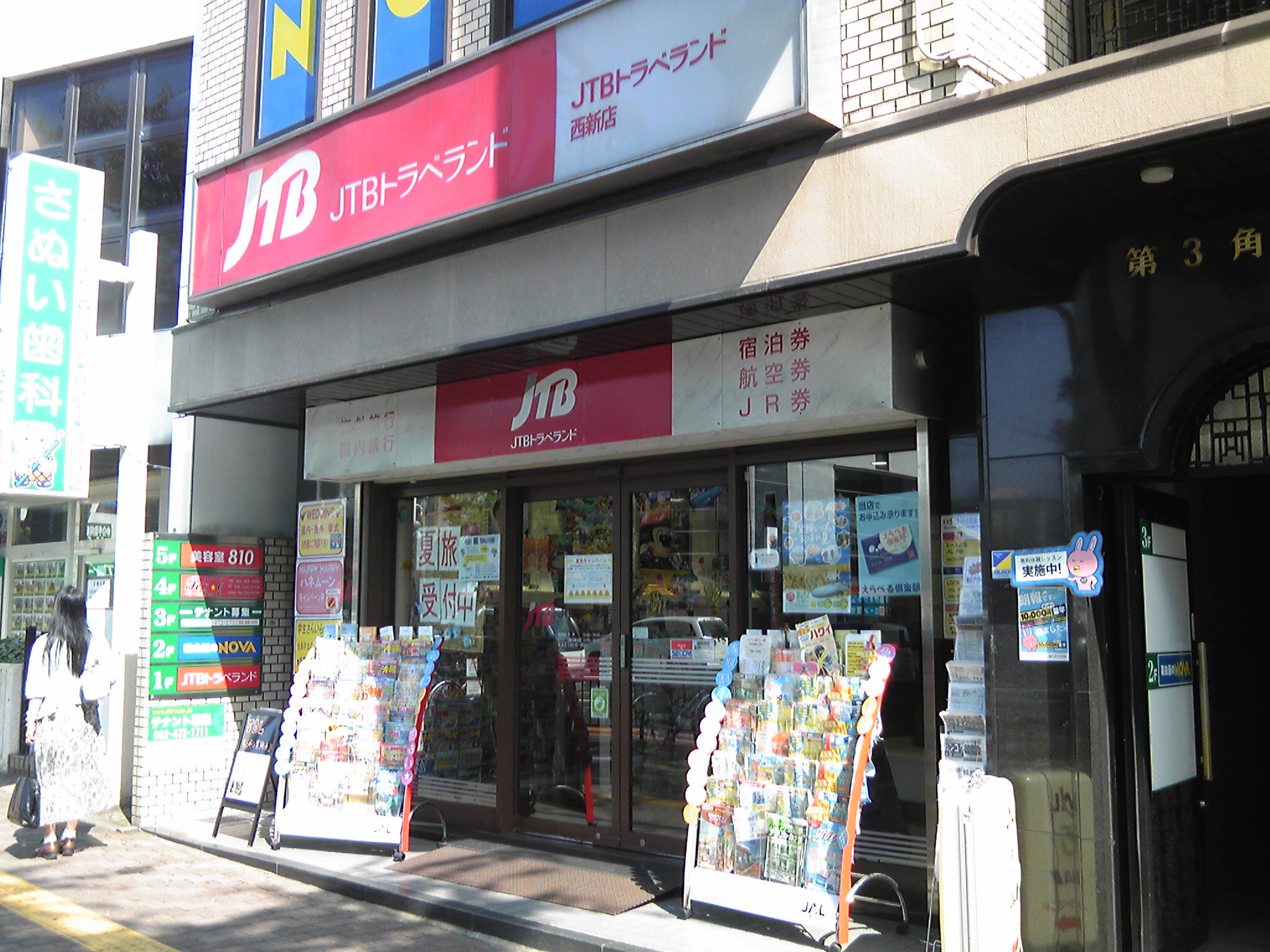
JTBトラベランド西新店（福岡市早良区）

株式会社JTBトラベランド（ジェイティービートラベランド）は、かつて存在した東京都中央区日本橋兜町に本社を置くジェイティービーの関連子会社。

## 概要
JTBトラベランドは1971年（昭和46年）2月1日に株式会社交通公社トラベランド興業（こうつうこうしゃトラベランドこうぎょう）として設立された。2005年（平成17年）4月に商事部門を分離して旅行専業会社として専門特化した時に「旅する心に出会う店あなたの街のトラベランド」をキャッチフレーズとして再スタートした。
日本全国に416店舗を展開しており（2010年（平成22年）6月1日現在）、旅行会社の店舗ネットワークとしては日本一である。その中でも特にショッピングセンターや商業施設のテナントとして、また駅ターミナル周辺などに多数出店していた。
2011年4月1日付でJTB東北などJTB地域会社8社が吸収分割により店舗を譲り受け、JTB地域会社各社の「トラベランド○○店」へ転換を実施した。完全移行後も前年度の決算業務やシステムの統合等などの諸事情により、それ以降も法人格を残すとしていた。
2018年4月1日、JTBの経営改革の一環として、他の地域会社などと共に、JTB本社に吸収合併され解散した。

## 沿革
- 1971年（昭和46年）2月1日 - 株式会社交通公社トラベランド興業設立（資本金1億円）。
- 1984年（昭和59年）2月 - 日本国有鉄道（国鉄）乗車券類委託販売開始。
- 1986年（昭和61年）4月 - 国鉄券全券種販売開始。
- 1987年（昭和62年）10月 - 増資（資本金2億円）。
- 1988年（昭和63年）10月 - CI実施（「JTB」の浸透に向けて新シンボルマークを制定）。
- 1989年（平成元年）10月 - 増資（資本金4億円）。
- 1990年（平成2年）4月 - 株式会社交通公社トラベランドに社名変更と同時にトータルCIを導入し、対外呼称を「JTBトラベランド」に変更。
- 1991年（平成3年）2月 - 株式会社トラベランド空間設計（店舗企画、内装工事、デザイン会社）設立。
- 2001年（平成13年）
  - 2月 - 株式会社ジェイティービートラベランドに社名変更。
  - 4月 - 社内カンパニー制導入。
- 2005年（平成17年）4月 - 当社商事事業の営業を株式会社JTB商事に承継する吸収分割を実施。
- 2007年（平成19年）1月 - 株式会社JTBトラベランドに商号変更。
- 2011年（平成23年）4月1日 - JTB東北などJTB地域会社8社へ承継する吸収分割を実施。
- 2018年（平成30年）4月1日 - 株式会社JTBに吸収合併され解散。